# 2015년 양안 정상회담

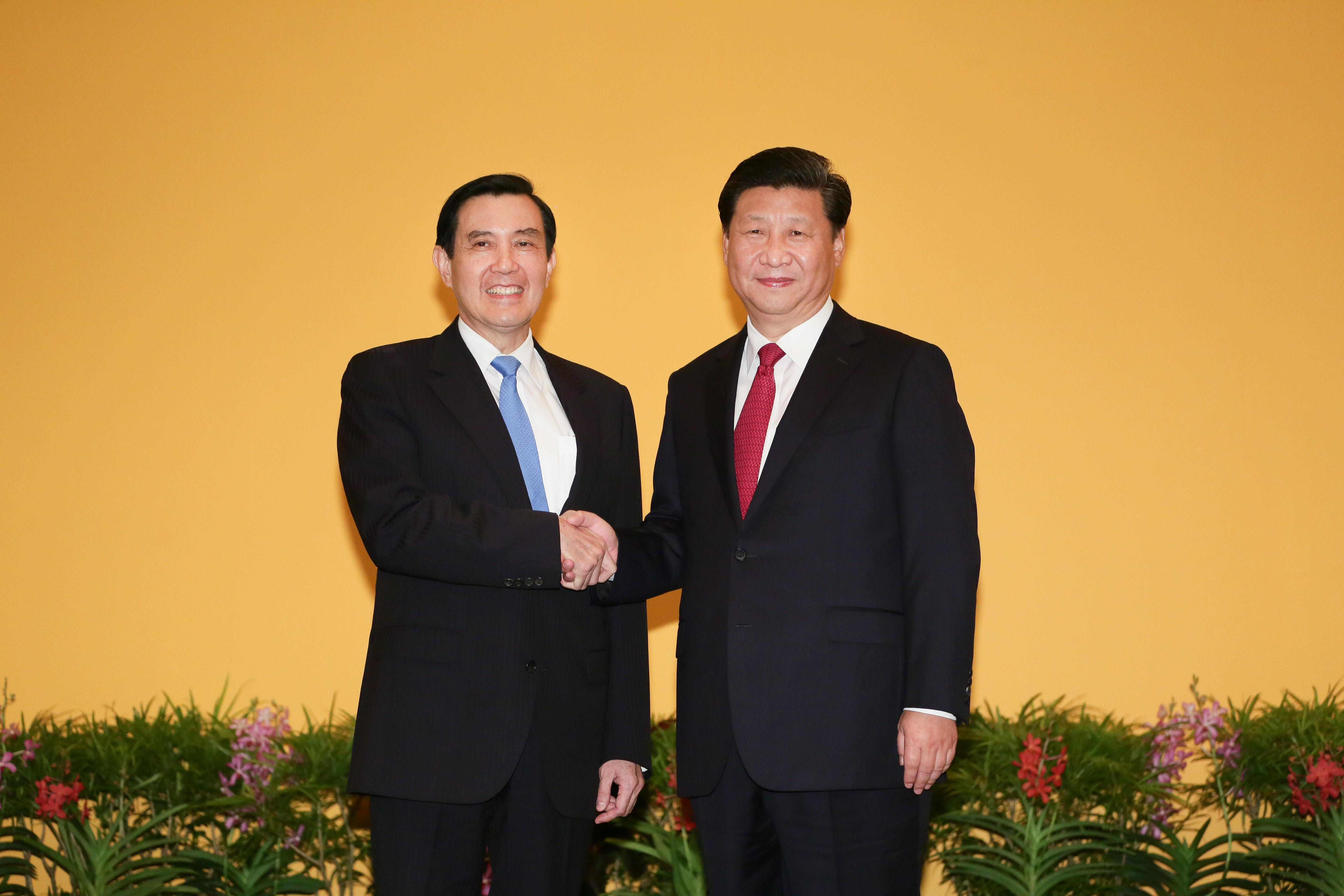
2015년 양안 정상회담

2015년 양안 정상회담(중국어: 两岸领导人会面)은 2015년 11월 7일 싱가포르에서 중국공산당 중앙위원회 총서기 시진핑과 중화민국의 총통 마잉주가 만나 회담한 것을 말한다. 이 양측 지도자가 국공 내전으로 분단된 이후 처음 만난 것이다. 습마회(習馬會, 习马会) 또는 마습회(馬習會, 马习会)라고도 한다.

## 반응

### 싱가포르
싱가포르의 외무부는 싱가포르는 타이완과 중국 대륙 모두 긴밀한 사이이며, 양안 관계의 역사에서 싱가포르가 양측 간의 직접적인 대화 장소가 된 것에 기쁘며, 양안 관계사에서의 이정표라고 하였다.